# Catedral de San Adalberto (Esztergom)

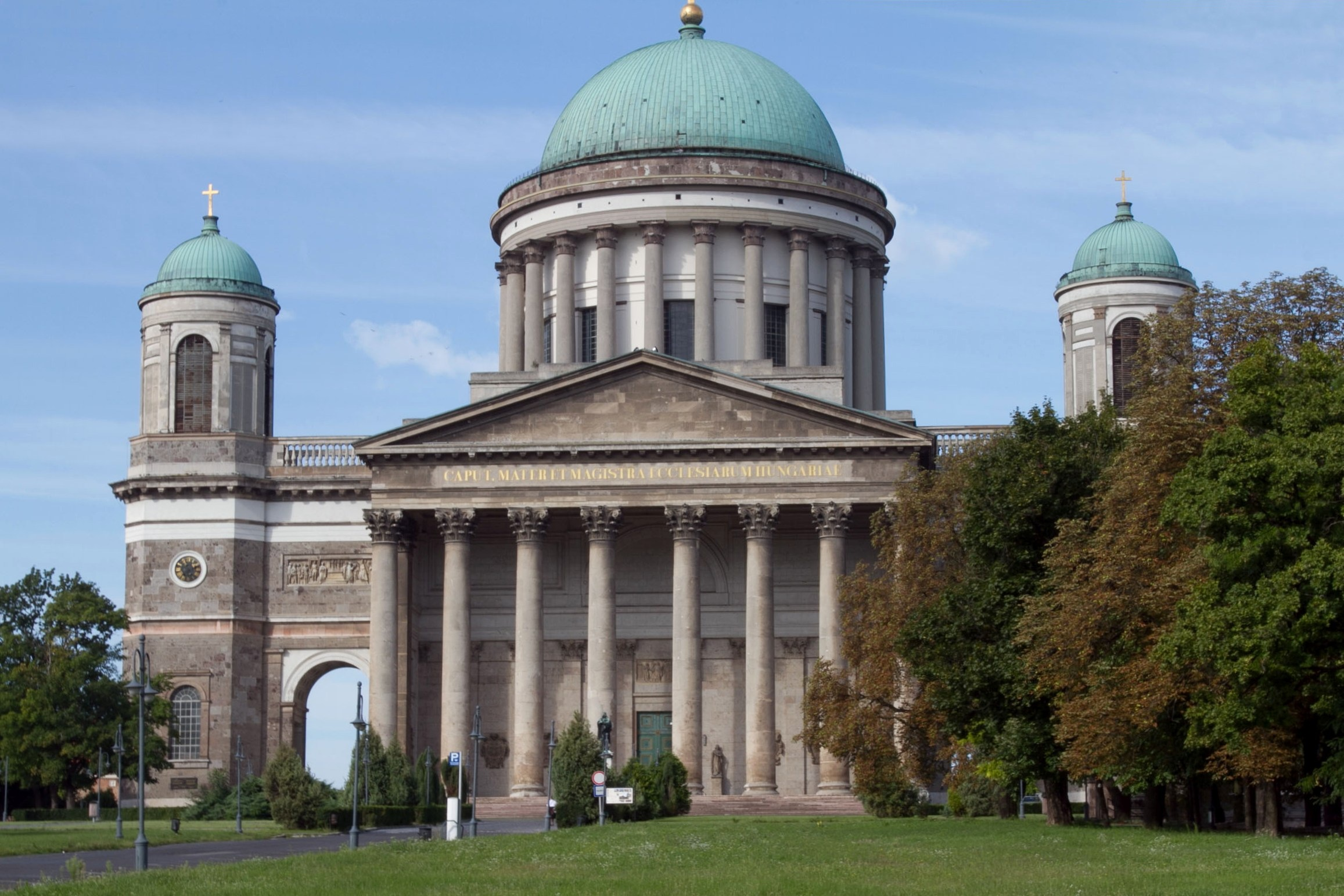
Vista de la fachada de la catedral

La catedral de San Adalberto de Esztergom o bien la Basílica de Esztergom cuyo nombre completo es Catedral Primada y Basílica de la Santísima Virgen María de la Asunción y San Adalberto (en húngaro: Nagyboldogasszony és Szent Adalbert prímási főszékesegyház) es una basílica eclesiástica en Esztergom o Estrigonia, en Hungría, la iglesia madre de la arquidiócesis de Esztergom-Budapest, y la sede de la Iglesia católica en Hungría. Está dedicada a la Santa María de la Asunción y San Adalberto. Es el edificio más grande en ese país europeo. Su superficie interior es de 5.600 m². Es 118 m de largo y 49 m de ancho. Tiene un tiempo de reverberación de más de 9 segundos. Su cúpula, formando una semiesfera, está situada en el centro, y tiene 12 ventanas. Es de 71,5 m de altura en el interior, con un diámetro de 33,5 metros, y se encuentra a 100 m de altura desde fuera, contados a partir de la cripta.
La construcción comenzó en 1822 y no fue terminada hasta 1869, siendo consagrada en el año 1856.